# کوین کونز
کوین کونز (انگلیسی: Kevin Kunz؛ زادهٔ ۲۲ ژانویهٔ ۱۹۹۲) بازیکن فوتبال اهل آلمان است.
از باشگاه‌هایی که در آن بازی کرده‌است می‌توان به باشگاه فوتبال یان رگنسبورگ و باشگاه فوتبال کمنیتس اشاره کرد.